# Andy Davidson
Andy Davidson est un créateur de jeux vidéo. Il a notamment créé le jeu Worms.

Le jeu « Worms » est basé sur le jeu 2D classique « Artillery », et ne comprenait pas à l’origine de ver mais des « Lemmings » (issus du jeu du même nom). Andy travaillait sur un programme nommé « Jack the Ripper » pour Amiga, qui permettait de récupérer le contenu résiduel de la RAM après l’exécution et la fermeture d’applications. De cette façon, il récupéra les graphismes du jeu Lemmings, et les utilisa pour développer sa propre version d’« Artillery ». Le nom original du jeu était Lemartillery, et ce jeu était destiné à lui-même et à ses camarades en 1993. La réaction positive qu’il reçut l’encouragea à continuer le développement. Sachant qu’il ne pourrait jamais commercialiser les « Lemmings », il les changea en vers et renomma le jeu en Total Wormage.

Andy présenta le jeu dans un concours organisé par le magazine Amiga Format mais sans succès. Sans se laisser décourager, Andy amena son jeu incomplet à l’European Computer Trade Show de Londres en septembre 1994, où il le présenta au producteur de Team17, Martyn Brown, qui accepta d’aider au développement du jeu et à sa publication.

Andy, souvent décrit par ses collèges en tant que « passablement cinglé », quitta Team17 après (ou autour) de la date de publication de Worms Armageddon, et dit aux fans qu’il travaillait sur un nouveau jeu vidéo 3D, n’ayant aucun rapport avec Worms (bien que censé contenir des références aux jeux Worms et des blagues liées), qui n’a toujours pas été confirmé.

Le 5 avril 2007, Andy ouvrit un « ibar » à Bournemouth. De plus amples détails peuvent être trouvés sur le site du bar. Le 2 avril 2012, Team17 annonça qu’Andy rejoignit l’équipe.